# Scautismo per ragazzi
(Robert Baden-Powell, prefazione di Scautismo per ragazzi)
Scautismo per ragazzi (Scouting for Boys) è un libro di Robert Baden-Powell. È considerato l'opera che ha dato l'avvio al movimento scout.
I capitoli vengono chiamati chiacchierate, partendo dall'idea che il libro è stato scritto riportando i racconti nei quali Baden-Powell, intorno al fuoco da campo, riportava ai suoi esploratori le sue esperienze e tracciava il profilo dell'uomo dei boschi.

## Storia
Il libro prende le mosse da due precedenti manuali militari scritti dallo stesso autore: Reconnaissance and scouting e Aids to Scouting for NCO's and Men, pubblicati rispettivamente nel 1884 e nel 1889. Durante la battaglia di Mafeking il generale Powell aveva addestrato ragazzi tra i 12 e i 15 anni come esploratori, in modo da liberare gli adulti per compiti di combattimento. Al ritorno in Inghilterra scoprì che i suoi libri venivano usati nelle scuole inglesi per insegnare osservazione e deduzione. Decise quindi di portare la sua esperienza nel campo dell'educazione e di scrivere un libro per ragazzi. 
A tal fine, studiò il lavoro di numerosi educatori, fra cui Maria Montessori ed Ernest Thompson Seton. La stesura del testo impegnò molto Baden-Powell tra il 1906 e il 1907; di pari passo maturavano le idee base dello scautismo, messe in pratica con il campo di Brownsea Island nell'agosto del 1907. Arrivati a questo punto, il libro era ben più ricco dei due volumetti militari sopra citati.
Il libro venne pubblicato in sei volumi a partire dal gennaio 1908, con illustrazioni dello stesso Baden-Powell, e in volume unico nel maggio dello stesso anno. Il successo fu tale che Scautismo per ragazzi è il quarto libro più venduto del XX secolo.
La traduzione in lingua italiana risale al 1920, ad opera del conte Mario di Carpegna, che ne pubblicherà presto una seconda più accurata traduzione nel 1924. Il nome italiano scautismo per ragazzi appare invece nel maggio 1947, ma l'edizione base delle successive ristampe in lingua italiana si ha nel 1962.
L'opera non fu però concepita come un qualcosa di statico, ma l'autore, molto attento alle critiche e ai suggerimenti, continuò a lavoravi modificando e aggiungendo parti anche dopo la pubblicazione.
Dopo la Seconda guerra mondiale (e quindi anche dopo la morte dell'autore, avvenuta nel 1941) il Bureau Internazionale sentì la necessità di riaffermare i valori dello scautismo, produsse quindi, sotto l'influsso di William Hillcourt, Direttore dei Boy-Scouts of America, una Edizione della fratellanza mondiale (World Brotherhood Edition), pubblicata nel 1948.

## Destinatari
Scautismo per ragazzi è sì un libro per ragazzi, ma è anche un manuale per educatori. Come per il Manuale dei lupetti e gli altri libri fondamentali dello scautismo Baden-Powell usa uno stile e un linguaggio rivolto ai ragazzi per trasmettere concetti pedagogici ai capi, cercando di trasmettere oltre che il lato tecnico dell'essere capo anche l'attenzione all'atmosfera scout. Anche per questo motivo è stato scoperto dalla pedagogia accademica solo molto tempo dopo la pubblicazione.

## Contenuti
Il libro è organizzato in 9 sezioni tematiche suddivise in 26 chiacchierate al fuoco di bivacco. Se a prima vista le informazioni sembrano essere un po' alla rinfusa in realtà esse seguono non tanto un percorso didattico incentrato sulle varie tecniche presentate, ma un percorso educativo. I contenuti del libro sono organizzati secondo lo schema educativo di base dello scautismo, cioè scoperta -> competenza -> responsabilità. Nei primi capitoli infatti vengono presentati gli scout, chi sono, cosa fanno e come farne parte. Nella parte centrale invece vengono riportati esperienze e suggerimenti pratici per vivere autentiche avventure all'aria aperta. Nella terza si parla del valore del servizio e di come mettere a disposizione della comunità le proprie esperienze.
Articolati nei vari capitoli, si trovano i cosiddetti quattro punti di Baden-Powell, che sono i pilastri del metodo scout:
- Salute e forza fisica
- Formazione del carattere
- Abilità manuale
- Servizio del prossimo

Le 26 chiacchierate sono così ripartite:

### L'arte dello scout
I Chiacchierata

L'opera degli Esploratori
II Chiacchierata

Cosa fanno gli Esploratori
III Chiacchierata

Per divenire scout
IV Chiacchierata

Pattuglie
In questa sezione viene presentata la figura dell'esploratore e dello scout. Partendo dai ragazzi di Mafeking e da Kim, il personaggio del libro omonimo di Rudyard Kipling. Vengono poi presentati i valori dello scautismo: La Legge scout, la promessa, il motto, il saluto, l'uniforme e le altre tradizioni. Comprese quelle di pattuglia, l'ultima chiacchierata è infatti dedicata a descrivere il Sistema delle pattuglie.

### Vita all'aperto
V Chiacchierata

Vita all'aperto
VI Chiacchierata

Scautismo nautico ed aeronautico
VII Chiacchierata

Segnali e comandi
Questa sezione del libro è dedicata alla vita all'aperto. Vengono presentate alcune tecniche dello Scouting, come l'orientamento e la topografia, l'alpinismo e la meteorologia. Nella VI Chiacchierata si parla della possibilità di praticare lo scautismo anche in barca o in aria. L'ultima parte è dedicata alla segnalazione, si parla di Codice Morse e semaforico, segnalazioni di vario tipo e altri tipi di segnali.

### La vita al campo
VIII Chiacchierata

Pionieristica
IX Chiacchierata

Il campo
X Chiacchierata

La cucina al campo
Questa parte del libro è dedicata all'attività principe degli scout: il campo estivo. Si parla quindi di pionieristica (cioè costruire con pali e corde) e di nodi. Di cucina al campo, di scelta del posto e di come contattare i proprietari. Dell'equipaggiamento e di come realizzarsi alcune piccole comodità per addolcire la vita all'aperto.

### Tracce
XI Chiacchierata

Osservazione di Indizi
XII Chiacchierata

Come seguire le tracce
XIII Chiacchierata

Interpretazione delle tracce o "deduzione"
La quarta parte del libro è dedicata all'osservazione e alla deduzione, sull'esempio di Sherlock Holmes. Quindi osservazione di indizi e tracce per poi arrivare a una lettura della realtà.

### La scienza dei boschi
XIV Chiacchierata

Vedere senza essere visti
XV Chiacchierata

Gli animali
XVI Chiacchierata

Le piante
Quella che Baden-Powell chiama scienza dei boschi ì, e alla quale attribuisce un grande valore educativo, è la capacità di vivere in armonia con l'ambiente partendo dalla sua conoscenza. In questa parte si parla quindi di piante e di animali, e di come fare per osservarli. Da notare che anche questa parte, che avrebbe di per sé pochi risvolti pratici viene presentata come avventurosa.

### Resistenza dello Scout
XVII Chiacchierata

Come diventare forti
XVII Chiacchierata

Abitudini salutari
XIX Chiacchierata

Come prevenire le malattie
In questa parte del libro si parla di salute e forza fisica. Dalle norme di igiene all'esercizio fisico. È interessante vedere come venivano intese queste problematiche all'inizio del XX secolo

### Lo spirito cavalleresco
XX Chiacchierata

Cavalleria verso il prossimo
XXI Chiacchierata

Autodisciplina
XXII Chiacchierata

Come migliorarsi
Questa parte è dedicata alla formazione del carattere. Baden-Powell prende come modello di esploratore il cavaliere medioevale, e in particolare San Giorgio. Il centro di queste tre chiacchierate è il senso dell'onore, del coraggio e dell'attenzione agli altri.

### Salvataggi
XXIII Chiacchierata

Siate preparati per i casi di infortunio
XXIV Chiacchierata

Come comportarsi nei diversi incidenti
XXV Chiacchierata

Aiutare gli altri
Questa parte è piuttosto orientata al pratico, vi sono descritti i vari modi di intervenire in caso di incidente. L'aspetto educativo che viene qui sottolineato è quello del servizio.

### I nostri doveri di cittadini
XXVI Chiacchierata

Civismo
Se lo scopo dell'educazione scout è quello di formare dei buoni cittadini ecco allora che l'ultimo capitolo del libro è dedicato proprio al civismo e al senso di cittadinanza.

## Edizioni
- Robert Baden-Powell, Scautismo per ragazzi, traduzione di Fausto Catani, IX ed., collana I libri di Baden-Powell, Nuova Fiordaliso, 2003,  pp. 372, cap. 26, ISBN 88-8054-714-3.